# 碲酸钠
碲酸钠是钠的碲酸盐，化学式 Na2TeO4。

## 制备
碲酸钠可以由原碲酸氢钠 Na2H4TeO6 脱水而成。
它也可以由亚碲酸钠在空气中加热而成。

## 性质
碲酸钠是一种无色固体，可溶于水。它是正交晶系的，在 420 °C 时转变成单斜晶系。